# ドン・フリードマン
ドン・フリードマン（Don Friedman、1935年5月4日 - 2016年6月30日）は、アメリカのジャズ・ピアニスト。ロサンゼルスで演奏を始め、1958年にニューヨークに移住。1960年代には、モダン・スタイルなミュージシャンと、もっと伝統的なミュージシャンの両方と共演した。

## 略歴

### 生い立ち
フリードマンは、1935年5月4日にサンフランシスコで生まれた。両親はともに米国移民。父のエドワード・フリードマンはリトアニア出身、母のアルマ・ロウはドイツ出身であった。4歳でピアノを始め、15歳のときに家族がロサンゼルスに引っ越してからはクラシック音楽からジャズへと転向した。初期のジャズ・ピアノではバド・パウエルの影響を受けた。フリードマンはロサンゼルス・シティ・カレッジで短期間作曲を学んだ。

### 後の人生と業績
西海岸では、デクスター・ゴードン、チェット・ベイカー、バディ・デフランコ、オーネット・コールマンと共演。クラーク・テリーのビッグバンドのメンバーも務めた。
1958年よりニューヨークに永住している。1960年代には、モダン・ジャズのミュージシャンと、より伝統的なミュージシャンの両方と共演した。前者にはコールマン、エリック・ドルフィー、ジミー・ジュフリー、ブッカー・リトル、アッティラ・ゾラーがおり、後者にはボビー・ハケットやハービー・マンがいた。フリードマンのリーダーとしての初アルバムは1961年の『ア・デイ・イン・ザ・シティ』である。初期のアルバムのいくつかは『ダウン・ビート』誌で最高評価を受け、批評家投票のニュー・スター賞も受賞した。ニューヨークにおいては教育者の顔も持っていた。また、日本にも多くのファンがいた。
フリードマンは3回結婚したが、最初の2回は離婚に終わった。2016年6月30日、ブロンクスの自宅にて膵臓癌で亡くなった。遺族は、女優兼作家のリン・アドリアナ・フリードマンという娘と孫娘1人がいる。

## ディスコグラフィ

### リーダー・アルバム
- 『ア・デイ・イン・ザ・シティ』 - A Day in the City (1961年、Riverside)
- 『サークル・ワルツ』 - Circle Waltz (1962年、Riverside)
- 『フラッシュバック』 - Flashback (1963年、Riverside)
- Dreams and Explorations (1964年、Riverside)
- 『メタモルフォーシス』 - Metamorphosis (1966年、Prestige)
- 『ホープ・フォー・トゥモロウ』 - Hope for Tomorrow (1975年、East Wind)
- 『ジャズ・ダンシング』 - Jazz Dancing (1977年、Progressive)
- 『レイター・サークル』 - Later Circle (1978年、RCA)
- 『ザ・プログレッシヴ』 - The Progressive (1978年、Progressive)
- 『ドン・フリードマン・トリオ』 - The Don Friedman Trio (1979年、Progressive) ※『Love Music』 (2018年)として再発あり
- Themes and Variations (1979年、EGO)
- 『ドン・フリードマン』 - Don Friedman (1980年、Swedisc)
- Avenue of The Americas (1980年、Owl)
- 『潮騒のファンシー・ピアノ』 - The Way We Were (1981年、Progressive)
- I Hear a Rhapsody (1985年、Stash)
- 『ファー・アウェイ・ランド (はるかなる地へ)』 - Far Away Land	Break Time (1987年) ※with 中山英二
- 『スコット・ラファロの思い出』 - Memories for Scotty (1988年、Insights)
- 『スウィート・ビュウ』 - Sweet View: Live in Japan (1988年、Apollon) ※with 中山英二
- 『トゥギャザーネス』 - Togetherness (1989年)
- Opus D'Amour (1992年、Sackville) ※with ドン・トンプソン
- 『インヴィテーション』 - Invitation (1993年、Progressive) ※1978年録音
- 『ホット・ネッパー・アンド・ペッパー』 - Hot Knepper and Pepper (1994年、Progressive) ※1978年録音
- 『星影のステラ』 - Stella by Starlight (1994年、Insights) ※1985年録音
- Don Friedman at Maybeck (1994年、Concord)
- 『オールモスト・エヴリシング』 - Almost Everything (1995年、SteepleChase)
- The Days of Wine and Roses (1996年、Soul Note)
- Thingin'  (1996年、HatART) ※with リー・コニッツ、アッティラ・ゾラー
- 『レッド・スカイ・ワルツ』 - Red Sky Waltz (1996年、Alfa)
- 『ハーフ&ハーフ』 - Half & Half (1997年、Insights) ※1979年録音
- 『マイ・ロマンス』 - My Romance: Solo Piano (1997年、SteepleChase)
- Prism (1997年、Abeat)
- Match Point (2000年、TBR)
- Attila's Dreams (2001年、Ephemeris Jazz)
- Alone Together (2002年、Duck) ※with ブルーノ・デ・フィリッピ
- Standards in Cagliari (2003年、Soul Note) ※1999年録音
- 『マイ・フーリッシュ・ハート』 - My Foolish Heart (2003年、SteepleChase) ※2000年録音
- 『ワルツ・フォー・デビー』 - Waltz for Debby (2003年、Eighty-Eight's)
- 『ホット・ハウス』 - Hot House (2004年、Chiaroscuro)
- 『マイ・フェイバリット・シングス』 - My Favorite Things (2004年、Eighty-Eight's)
- 『タイムレス』 - Timeless (2004年、Eighty-Eight's)
- Salzau Trio Live at Jazz Baltica (2005年、Skip)
- 『スカボロー・フェア』 - Scarborough Fair (2003年、Eighty-Eight's)
- Piano Works VI: From A To Z (2006年、ACT)
- 『ムーン・リヴァー』 - Moon River: New York Monologue (2007年、Eighty-Eight's)
- Waltz for Marilyn (2007年、Jazz Excursion)
- Straight Ahead (2008年、No Coast Jazz)
- I'd Like to Tell You (2009年、Music Center)
- 『ザ・コンポーザー・ライヴ・アット・ジャズ・バルティカ・ザルツァウ』 - The Composer Live At Jazz Baltica Salzau (2009年、Enja)
- 『サークル・ワルツ 21C』 - Circle Waltz 21C (2010年、Eighty-Eight's)
- Don Friedman Plays Don Friedman (2012年、Edition Longplay)
- Alone Together (2013年、Edition Longplay) ※2008年録音
- Jazz Dancing (2015年、Progressive) ※1977年録音
- 『ナイト・ライツ』 - Nite Lites (2015年、Fresh Sound)

### 参加アルバム
ブッカー・リトル
- 『アウト・フロント』 - Out Front (1961年、Candid)
- 『ブッカー・リトル・アンド・フレンド』 - Booker Little and Friend (1961年、Bethlehem)

ハービー・マン
- 『ライヴ・アット・ニューポート』 - Herbie Mann Live at Newport (1963年、Atlantic)
- 『マイ・カインダ・グルーヴ』 - My Kinda Groove (1965年、Atlantic)
- 『アワ・マン・フルート』 - Our Mann Flute (1966年、Atlantic)
- 『ビート・ゴーズ・オン』 - The Beat Goes On (1967年、Atlantic)

中山英二
- 『カンヴァセイション』 - Conversation (1986年、Art Union)
- 『スウィート・ビュウ～ライヴ・イン・ジャパン』 - Sweet View: Eiji Nakayama Don Friedman Live in Japan (1987年、Jazz Road)
- 『湖の伝説』 - Legend of the Lake (1988年、Jazz Road)

デイヴ・パイク
- 『マンハッタン・ラテン』 - Manhattan Latin (1964年、Decca)
- 『ドアーズ・オブ・パーセプション』 - The Doors of Perception (1970年、Vortex) ※1966年録音

しげのゆうこ
- 『シャイニー・ストッキングス』 - Shiny Stockings (2011年、Space Shower Music)
- 『サークル・ワルツ』 - Circle Waltz with Don Friedman (2013年、24 Jazz Japan)

清水ひろみ
- 『ワルツ・テンダリー』 - Waltz Tenderly (2008年、Jazz on Top)
- 『ライヴ・アット・ジャズ・オン・トップ』 - Live at Jazz on Top (2010年、Jazz on Top)

クラーク・テリー
- 『イッツ・ホワッツ・ハプニング』 - It's What's Happenin'  (1967年、Impulse!)
- In Concert: Live (1973年、Etoile)
- 『ポートレイツ〜トリビュート・トゥ・グレート・トランペット』 - Portraits (1989年、Chesky)
- Live on QE2 (2001年、Chiaroscuro)
- Friendship (2002年、Eighty-Eight's) ※with マックス・ローチ

その他
- バディ・コレット : 『ナイス・デイ・ウィズ・バディ・コレット』 - Nice Day with Buddy Collette (1957年、Contemporary)
- シャウリ・エイナヴ : "Generations" (2013年、Posi-Tone)
- ブルーノ・デ・フィリッピ : In New York With Don Friedman Trio (1992年、Carosello)
- ハーブ・ゲラー : At The Movies (2007年、Hep Jazz)
- リー・コニッツ : 『リー・コニッツ・ミーツ・ドン・フリードマン』 - Lee Konitz Meets Don Friedman (1994年、Insights)
- ハンク・デ・マノ : Listen to The Hank De Mano Quartet (1956年、Freeway Jazz)
- ジョン・ハンディ : 『ノー・コースト・ジャズ』 - No Coast Jazz (1960年、Roulette)
- ジョー・ヘンダーソン : 『テトラゴン』 - Tetragon (1968年、Milestone)
- リューベン・ホック・アンド・タイム : Of Recent Time (2006年、Naim) ※with リューベン・ホック、エド・シューラー
- エルヴィン・ジョーンズ : 『アンド・ゼン・アゲイン』 - And Then Again (1965年、Atlantic)
- ドン・ランフィア : Into Somewhere (1983年、Hep)
- チャールス・ロイド : 『ディスカヴァリー!』 - Discovery! (1964年、Columbia)
- ニコール・パステルナーク : In A Word (2005年、Garagista Music)
- サル・サルヴァドール・クインテット : 『イン・アワ・オウン・スウィート・ウェイ』 - In Our Own Sweet Way (1983年、Stash)
- グラディ・テイト : She Is My Lady (1972年、Janus)
- アッティラ・ゾラー : 『ザ・ホライゾン・ビヨンド』 - The Horizon Beyond (1965年、EmArcy)